# Sebeuvědomění

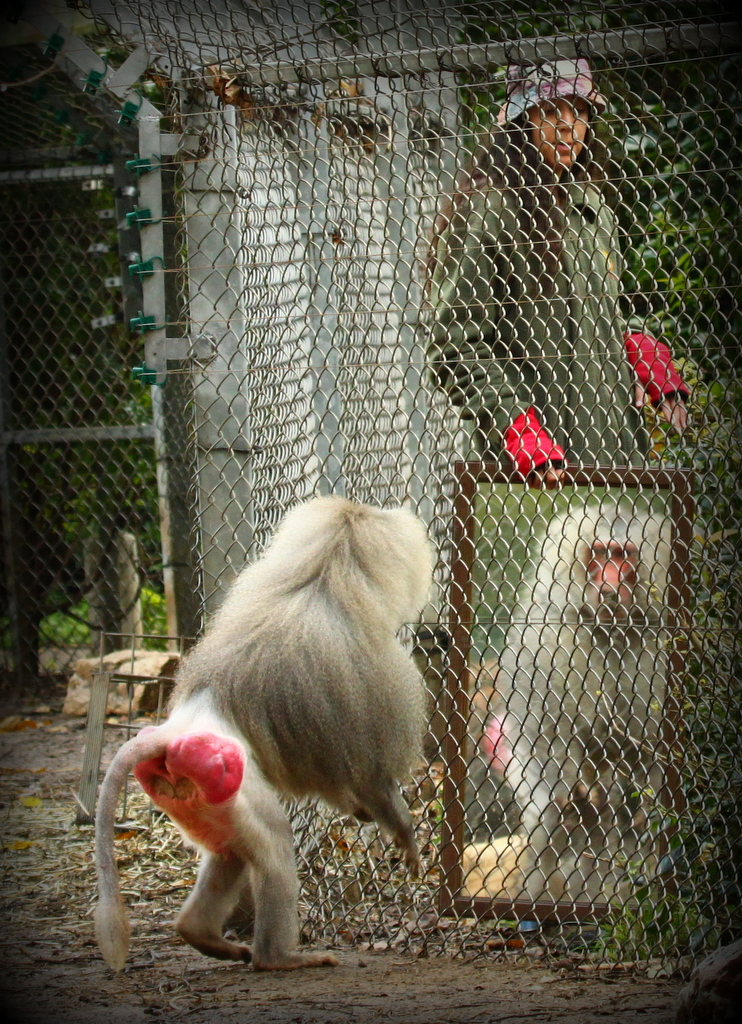
Zrcadlový test sebeuvědomění

Sebeuvědomění (anglicky self-awareness) je schopnost sebepozorování (introspekce) a uvědomění si sebe sama jako individua odděleného od ostatních lidí a od prostředí. Zvýšené sebeuvědomění znamená mimo jiné zvýšenou míru sebehodnocení a svědomí.

## Sebeuvědomění u zvířat
Pomocí tzv. zrcadlového testu (mirror test), který má testovat schopnost sebeuvědomění, jej mají lidoopi, delfín skákavý, sloni, straka obecná a makak rhesus.

## Psychologie
Teorii sebeuvědomění publikovali v roce 1981 psychologové C. S. Carver a M. F. Scheier v textu nazvaném Attention and self-regulation: A control-theory approach to human behavior. Koncept sebeuvědomění souvisí s teorií deindividuace. Deindividuaci můžeme chápat jako důsledek sníženého sebeuvědomění.